# 테일러 대학교
태일러 대학교(Taylor University)는 미국 인디애나주 업랜드에 위치한 개신교 경건주의 계열의 리버럴 아츠 칼리지 사립 대학이다. 1846년에 개교하여, 휘튼 칼리지와 함께 미국 최고(最古)의 기독교 학교 중의 하나로 꼽힌다.

## 역사
1846년 인디애나주 북부의 포트웨인에 설립된 포트웨인 여성대학이 학교의 전신이다. 이후 1893년에 업랜드로 캠퍼스를 이동하게 되어 현재에 이르게 되었다. 현재의 교명은 이후 감리교 성공회 감독(Bishop)이었던 윌리엄 태일러(William Taylor, 1821-1902)의 사역을 기리며 그의 성을 따 지은 것이다.

## 종교
개교 당시 감리교 교단의 영향력에 있었던 것과는 달리, 현재 학교 조직은 어느 교단과도 직접적으로 관련되어 있지 않다. 오로지 순수한 기독교 정신 아래 다양한 교파를 아우르는, 이른 바 초교파주의를 표방한다. 교직원과 학생 모두 절대적 다수가 기독교인으로, 입학 시에도 자전적 신앙 수기가 요구되며 캠퍼스 도처에서 다양한 자율적 종교활동이 이루어진다.

## 생활

### 공동체 경건서약
모든 학생은 재학 시기 동안 공동체 경건서약(Life Together Covenant)을 하게 되며, 이를 지키지 못할 경우 징계위원회에 회부되거나 퇴학 등의 조치가 내려진다. 서약의 내용은 금연, 금주, 혼전순결 등을 포함한다.

### 기숙사[3]
공동체 생활을 강조하는 학교의 정책의 일환으로, 학생들은 극히 소수를 제외하고 모두 교내 기숙사 및 아파트에서 거주하며 생활한다.

#### 남성 기숙사
두 개의 남성 기숙사는 서로 적대적이진 않으나, 구성원의 성격과 캠퍼스 내 위치가 달라 전통적으로 라이벌 관계를 형성하고 있다.
- 새뮤얼 모리스 홀 (Samuel Morris Hall) - 1984년 개관. 교내 최대 기숙사로, 층별로 전통을 달리하며 강한 형제애를 다진다.

- 웽게츠 홀 (Wengatz Hall) - 1965년 개관.  그레이스 올슨 홀의 쌍둥이 건물이다.

#### 여성 기숙사
- 잉글리시 홀 (English Hall) - 1975년 개관.

- 그레이스 올슨 홀 (Grace Olson Hall) - 1966년 개관, 2008년 개축. 웽게츠 홀의 쌍둥이 건물이다.

#### 혼성 기숙사
혼성 기숙사는 남녀 분층 및 분방을 실시한다.
- 버그월 홀 (Bergwall Hall) - 2017년 개축. 체육관과 식당이 가까워, 전통적으로 다수의 운동선수들이 거주한다.
- 브루닝거 홀 (Breuninger Hall) - 2013년 개관. 2층이 레스 게릭 홀과 연결되어 있으며, 가장 최신의 설비를 갖고있다.
- 레스 게릭 홀 (Les Gerig Hall) - 1971년 개관. 1층이 브루닝거 홀과 연결되어 있다.
- 스왈로 로빈 홀 (Swallow Robin Hall) - 1917년 개관, 1990년 개축. 1층의 로비는 반지하 형태의 사교공간이다.

#### 캠퍼스 아파트먼트
학점상으로 4학년이거나, 만 25세 이상이거나, 학기 중 실습 중인 학생들이 거주한다.
- 캠벨 홀 (Campbell Hall) - 2008년 개관.
- 월거무스 홀 (Wolgemuth Hall) - 2011년 개관.

## 교육
학교의 가장 근본적인 교육철학은 신앙과 학문의 통합 (Integration of faith and learning)이다. 이는 학교의 상징물인 시계탑에도 표현되어 있는 데, 탑의 두 기둥은 각각 신앙적 수양과 학문적 정진을, 탑에 비춰지는 스포트라이트는 이 둘이 합쳐졌을 때에 양쪽의 잠재력이 모두 극대화된다는 것을 의미한다.
리버럴 아츠 칼리지의 특성상 많은 학점이 교양과목 이수에 할애된다. 이에 따라 전공 학점은 상대적으로 적은 편이다. 때문에 보다 전문성을 높이기 위해 대학원을 진학하는 경우도 많으며, 학생 대다수가 복수 전공을 갖거나 다양한 부전공과정, 혹은 심화과정(concentration)을 추가로 이수한다.
인기 전공으로는 교육학, 생물학, 경영학 등이 있다. 또한, 학교의 컴퓨터 공학과 공학 물리학은 미국의 ABET(Accreditation Board for Engineering and Technology)의 인증을 받은 프로그램들이다.
주요 심화과정으로는 간호대학이나 약학대학, 치의학대학원 등으로의 추후진학이 용이한 Pre-Medicine 과정, 취업 후의 실무 적용력을 높이기 위해 전산학과 산업공학 기초 등을 수학하는 Systems 과정이 있다.

## 평가
2019년 포브스가 주관한 대학평가에서, 전미 모든 기관 중 225위에 올랐다.
또한 2020년 기준으로 U.S. 뉴스 & 월드 리포트에서 중서부 (Midwest) 지역 대학 (Regional Colleges) 부문에서 12차례 1위 대학에 선정된 바 있다.

## 저명한 동문
- Nelson A. Miles - 제 10대 미 육군 총사령관 (지금의 참모총장).
- Thomas Atcitty - 제 3대 나바호 자치국 대통령.
- Ted Engstrom - 前 국제 월드비전 총재.
- Eugene Habecker - 前 태일러 대학교 총장. 前 미국 성서공회 회장.

- Stephen L. Johnson - 제 11대 미국 환경보호청 청장.

- Tim Walberg -  前 미국 하원 의원.
- Jackie Walorski - 前 미국 하원 의원.
- 헤롤드 옥켄가 - 前 풀러 신학교 총장.
- D. Stephen Long - 서던메소디스트 대학교 윤리학 교수.

## 대외 교류

### 미국 내에서
태일러는 144개의 기독교 고등교육기관들의 협의체조직인 기독교대학연합회(이하 CCCU, Council for Christian Colleges & University)의 회원학교이다. CCCU에 가입되어 있는 학교로는 페퍼다인 대학교, 휘튼 칼리지, 캘빈 대학교, 고든 콘웰 신학교 등이 있다.

### 한국
한동대학교와 학생/교원 교류를, 한림대학교 국제학부와 학생 교류를 실시하고 있다.
2019년 5월, 장로회신학대학교와 MOU를 체결하였다.
2019년 8월, 한동대학교에서 문화체육관광부 산하기관인 세종학당재단과 함께 한국어 교육기관인 세종학당을 태일러에 창설하기로 하였다.